# Monarcha (fåglar)
Monarcha är ett litet fågelsläkte i familjen monarker inom ordningen tättingar. Släktet omfattar sju arter med utbredning från Sulawesi till Salomonöarna, Australien och den mikronesiska ögruppen Karolinerna:
- Yapmonark (M. godeffroyi)
- Tinianmonark (M. takatsukasae)
- Ömonark (M. cinerascens)
- Vitnackad monark (M. richardsii)
- Kastanjebukig monark (M. castaneiventris)
- Glasögonmonark (M. melanopsis)
- Svartvingad monark (M. frater)

Tidigare rymde släktet alla arter i Symposiachrus, men dessa är inte varandras närmaste släktingar.